# Maria Teresa de Soubiran
Maria Teresa de Soubiran (ur. 16 maja 1834 w Castelnaudary, zm. 7 czerwca 1889 w Paryżu) – francuska błogosławiona Kościoła katolickiego.

## Życiorys
Urodziła się 16 maja 1834 r. w Castelnaudary. Pochodziła z religijnej rodziny, a jej przodkiem był m.in. papież Urban V. W młodości została odesłana do sióstr zakonnych, które wychowały ją według wartości chrześcijańskich. Duchowym kierownikiem zgromadzenia był jej wuj Ludwik de Soubiran. On także odegrał rolę w jej odkrywaniu powołania. Zaproponował jej bowiem, aby weszła do zgromadzenia beginek. Beginaż miał miejsce w Gandawie, więc tam udała się Maria Teresa.
Po pewnym czasie powróciła do rodzinnej miejscowości, gdzie założyła beginaż, którego celem była opieka nad ubogimi. Z czasem świecka wspólnota przekształciła się w zgromadzenie zakonne Maryi Wspomożycielki. Aprobatę stolicy apostolskiej otrzymało w 1869 roku. Wówczas zdecydowano, że praca z ubogimi miała zostać połączona z nieustanną adoracją Najświętszego Sakramentu. Główny dom znajdował się w Tuluzie.
Maria Teresa została po czasie oskarżona o niegospodarność i opuściła zakon. Wstąpiła do zakonu Matki Bożej Miłosierdzia. Przyjęła tam imię zakonne Maria od Najświętszego Serca.
Zmarła, mając 55 lat w opinii świętości. Rok po jej śmierci w 1890 r. została odkryta intryga współsiostry, przez którą Maria Teresa została oskarżona, a tym samym oczyszczono ją z zarzutów.
Została beatyfikowana przez papieża Piusa XII w dniu 20 października 1946 r.